# Ptilinopus coronulatus
La tortora beccafrutta coronata o colomba frugivora corona lilla  (Ptilinopus coronulatus  (Gray, 1858))è un uccello della famiglia dei columbidi, diffuso in Indonesia e in Nuova Guinea.